# Dorcadion borochorense
Dorcadion borochorense là một loài bọ cánh cứng trong họ Cerambycidae.